# Hlavní kvantové číslo
Hlavní kvantové číslo (značené n) je v kvantové mechanice jedno ze čtyř kvantových čísel přiřazených každému elektronu v atomu k popisu stavu elektronu. Jedná se o diskrétní proměnnou, nabývá tedy celočíselných hodnot. Zvýšení n vede ke zvýšení počtu elektronových slupek a elektron tedy stráví více času dále od jádra. Se vzrůstem n stoupá i potenciální energie elektronu, který je proto méně vázán k jádru.
Hlavní kvantové číslo bylo nejprve vytvořeno pro použití v semiklasickém Bohrově modelu atomu, přičemž se rozlišuje mezi různými úrovněmi energie. S rozvojem moderní kvantové mechaniky byl jednoduchý Bohrův model nahrazen složitější teorií atomových orbitalů. Nicméně moderní teorie stále vyžadují nejen hlavní kvantové číslo, ale i další tři kvantová čísla tedy vedlejší kvantové číslo, magnetické kvantové číslo a spinové kvantové číslo.
Hlavní kvantové číslo si lze představit na analogii s patrovou budovou, která obsahuje výtahovou šachtu. V budově se nachází různá celočíselná podlaží a dobře fungující výtah, který může zastavovat pouze v patrech, tedy na celočíselných hodnotách. Vyšší hodnoty jsou spojeny s vyšší potenciální energií výtahu.
Ovšem tato analogie má i svá omezení. V případě výtahu je potenciální energie gravitační, kdežto u kvantového čísla je elektromagnetická. Zisky a ztráty v oblasti energie jsou podobné s výtahem, ale v kvantovém stavu. Jízda výtahu mezi podlažími je spojitá, avšak kvantové přechody jsou nespojité. A omezení konstrukce výtahu je určeno požadavky architektury, avšak kvantové číslo odráží fyzikální zákony.

## Původ
Existují čtyři kvantová čísla (n, ℓ, m a y) spojená s energetickými stavy atomu. Tato popisují specifický a jedinečný kvantový stav jednoho elektronu v atomu , který se nazývá vlnová funkce nebo atomový orbital. Dva elektrony nacházející se v jednom atomu nemohou mít tato čtyři kvantová čísla shodná, kvůli Pauliho principu. Vlnová funkce Schrödingerovy rovnice je redukována na tři rovnice, jejichž řešení představují tři kvantová čísla. Proto jsou rovnice pro první tři kvantová čísla propojeny. Hlavní kvantové číslo vzniklo v řešení radiální části vlnové rovnice, jak je uvedeno níže.
Schrödingerova rovnice popisuje vlastní stavy energie, které odpovídají reálným číslům En s definovanou celkovou energií, již En definuje. Vázané stavy energie elektronu ve vodíkovém atomu jsou dány:
{\displaystyle E_{n}={\frac {E_{1}}{n^{2}}}={\frac {-13{,}6{\text{ eV}}}{n^{2}}},\quad n=1,2,3,\ldots }
Parametr n může nabývat pouze kladných celočíselných hodnot. Koncept energetických hladin a jejich značení byl odvozen od dřívějšího Bohrova modelu atomu. Schrödingerova rovnice rozvinula myšlenku z plochého dvourozměrného Bohrova atomu do trojrozměrného modelu vlnové funkce.
V Bohrově modelu byly povolené dráhy odvozeny z kvantových (diskrétních) hodnot orbitálního momentu hybnosti, L podle rovnice
{\displaystyle \mathbf {L} =n\cdot \hbar =n\cdot {h \over 2\pi }}
kde n = 1, 2, 3...; a nazývá se hlavní kvantové číslo, a h je Planckova konstanta. Tento vzorec není v kvantové mechanice správný, protože velikost úhlového momentu hybnosti je popsána azimutálním kvantovým číslem, ale energetické hladiny jsou přesné a v klasické fyzice odpovídají součtu kinetické a potenciální energie elektronu.
Hlavní kvantové číslo představuje relativní celkovou energii každého orbitalu a energie každého orbitalu se zvyšuje se zvětšující se vzdáleností od atomového jádra. Sady orbitalů se stejnou hodnotou n jsou často označovány jako elektronové vrstvy nebo úrovně energie.
Minimální energie uvolňovaná při libovolné interakci vln s hmotou je frekvence vlny vynásobená Planckovou konstantou. To způsobí, že vlna zobrazuje tyto balíčky energie zvané kvanta. Rozdíl mezi energetickými hladinami, které mají různé n určuje emisní spektrum prvku.
V zápisu periodické tabulky jsou hlavní slupky elektronů označeny:
K (n = 1), L (n = 2), M (n = 3), etc.
vztaženo k hlavnímu kvantovému číslu.
Hlavní kvantové číslo se vztahuje k radiálnímu kvantovému číslu, nr, podle:
{\displaystyle n=n_{r}+\ell +1\,}
kde ℓ je vedlejší kvantové číslo a nr je rovno počtu uzlů v radiální vlnové funkci.